# 土屋亚利斯特时生
土屋亞利斯特時生（日语：／ Alistair Tokio Tsuchiya，1995年12月31日—），兵庫縣西宮市出生，日本男子籃球运动员。他畢業於兵庫縣神戶葺合高等學校及大阪府大阪教育大學，曾效力神戶鸛鳥、大阪七福神，現效力B聯賽的秋田北部喜悅，擔任大前鋒。

## 早年
他出生於蘇格蘭的愛丁堡，父親是蘇格蘭人，母親是日本人。3歲時舉家搬遷至西宮，並在當地成長，依序就讀於安井幼稚園、濱脇小學、濱脇中學。從小學四年級開始接觸籃球，國中時即入選西宮市的選拔隊。

## 高中生涯
高中則就讀於位於神戶的神戶葺合高等學校。雖然葺合高校並非籃球強校，但在曾任育英高等學校助理教練的末松慶治指導下，球隊最高曾打進兵庫縣前16強。

## 大學生涯
在大阪教育大學時，最初曾分別參觀籃球社與籃球同好會，但很快就發現兩者在實力上的差異，最終選擇加入籃球社。

## 職業生涯

### 西宮鸛鳥
在大學三年級時，以特別指定球員身份加入西宮鸛鳥。在西宮效力了四個賽季。

### 大阪七福神
在2020-21賽季轉隊至大阪七福神，整季僅出賽8場，平均上場時間為4.6分鐘，出場機會有限。

### 橫濱海盜
自2021-2022賽季起，效力於橫濱海盜。
在2021年10月31日的天皇杯對戰香川五箭的比賽中，鼻骨骨折，經診斷需6週完全恢復。
由於隊上內線成員多為外籍球員與歸化球員，難以在其中取得穩定出場機會，因此整季僅出賽8場，平均上場時間為4.1分鐘，比前一季更少。
賽季結束後，於2022年5月宣布與橫濱海盜合約到期並退團。

### 三遠新鳳凰
於2022年7月1日轉隊至三遠新鳳凰。
於2023年5月31日被公告列入自由球員名單。

### 大阪七福神
2023年6月22日與大阪七福神簽訂合約。

### 秋田北部喜悅
2024年6月7日宣布與秋田北部喜悅簽約。

## 外部連結
- 土屋亚利斯特时生在B.LEAGUE官網（日语）
- 土屋亚利斯特时生在Eurobasket.com（球員）（英语）
- 土屋亚利斯特时生在Proballers（英语）
- 土屋亚利斯特时生在RealGM（球員）（英语）